# Kjell Larsson (riksrevisor)
Kjell Larsson, född 10 januari 1946 i Sundsvalls församling i Västernorrlands län, är en svensk ämbetsman.
Kjell Larsson är utbildad ekonom och har verkat vid Uppsala universitet, Länsstyrelsen i Stockholms län och Riksrevisionsverket. Vidare har han arbetat inom Europeiska kommissionens arbete mot korruption. Han utsågs till riksrevisor tillsammans med Eva Lindström och Lennart Grufberg när Riksrevisionen inrättades 2003. Hans ansvarsområde var tillväxt, utbildning och utveckling. År 2006 efterträddes han av Karin Lindell.
Han var gift med Ulrika Barklund Larsson från 1993 och till hennes död 2009.